# Eddie Snyder
Edward Abraham Snyder (* 22. Februar 1919 in New York; † 10. März 2011 in Lakeland (Florida)) war ein US-amerikanischer Komponist und Liedtexter, der auch unter dem Pseudonym Kay Rogers arbeitete. Zu seinen Werken zählen unter anderem die englischsprachigen Texte zu den Bert-Kaempfert-Kompositionen Strangers in the Night und Spanish Eyes, die in den 1960er Jahren zu Welterfolgen wurden.

## Leben

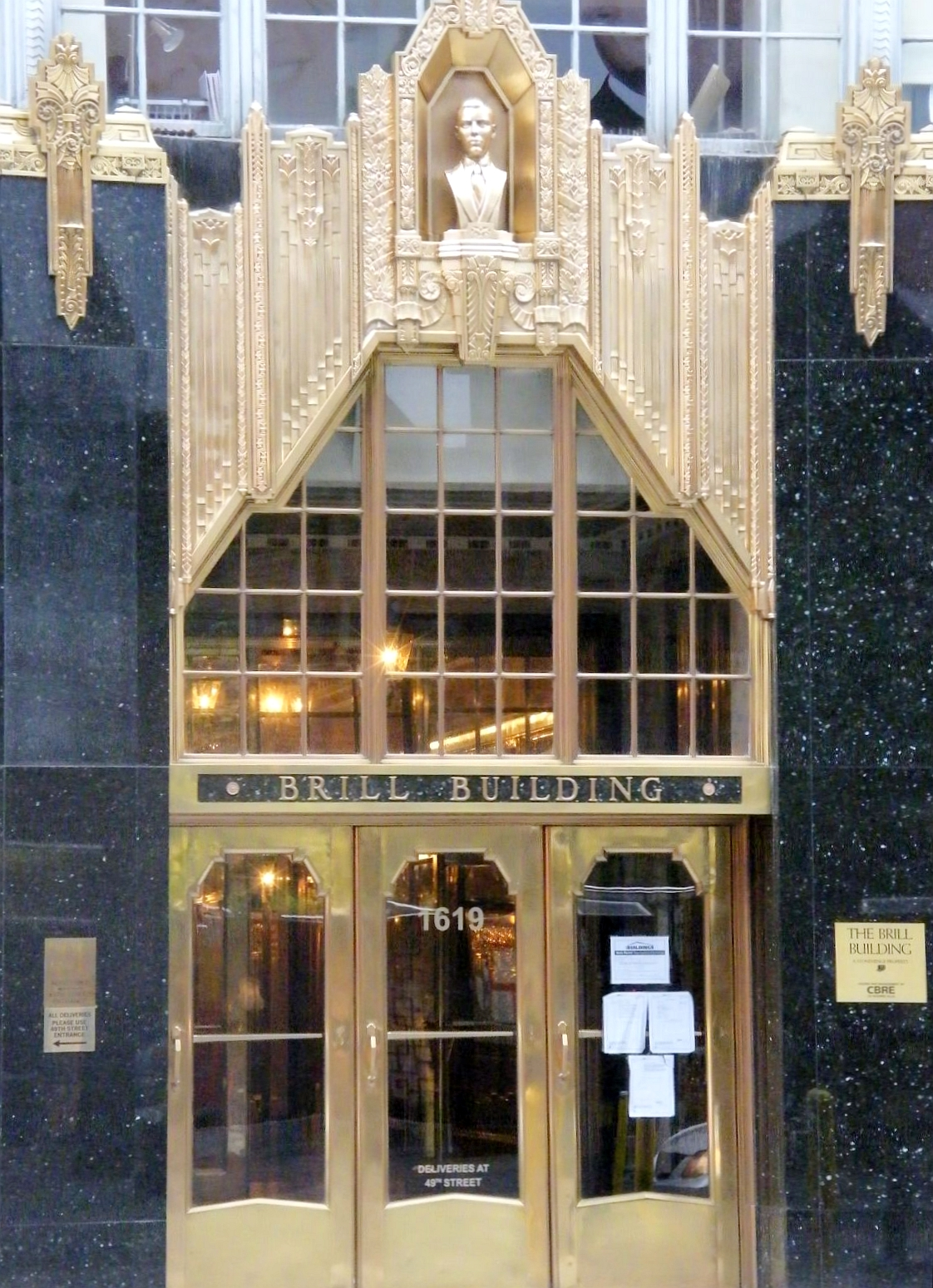
Das historische Brill Building in New York (2008)

Nach einer Klavierausbildung an der New Yorker Juilliard School nahm Snyder eine Stelle als Liedtexter im Brill Building am Broadway an. Dort hatte er in einem fensterlosen Raum mit Klavier jeden Tag ein Lied zu verfassen. In späteren Jahren verdingte er sich als singender Pianist in diversen Klubs und Hotels in New York und Florida, wo er 1945 seine Frau Jessie, eine Nachtklubsängerin, kennenlernte.
1951 kehrte er nach New York zurück und komponierte dort seine ersten eigenen Lieder. Mit einem Text von Stanley J. Kahan wurde The Girl with the Golden Braids 1957 ein Erfolg für Perry Como. Zusammen mit Rudy Vallée schrieben die beiden 1959 Talk to Me für Frank Sinatra, das Platz 20 der amerikanischen Hitparade erreichte. Das war für Sinatra nicht erfolgreich genug und er verzichtete bis 1966 darauf, weitere Stücke von Snyder aufzunehmen.
Es war in jenem Jahr, als sich für Eddie Snyder die Gelegenheit ergab, zusammen mit Charles Singleton die englischen Worte zu Bye Beddy – einer Bert-Kaempfert-Komposition, die teilweise auch Ivo Robić zugeschrieben wird – für den Film A Man Could Get Killed (deutscher Titel: Willkommen, Mister B.) zu schreiben. Snyder beanspruchte dabei, auch bei der Gestaltung der Melodie Einfluss genommen zu haben. Wenngleich Frank Sinatra eine tiefe Abneigung gegen das als Strangers in the Night veröffentlichte Lied hatte – er verglich es unter anderem mit einem „Stück Sch…“ – wurde es nicht nur sein erster Nummer-eins-Hit in über zehn Jahren, sondern auch ein Welthit, der zum oft gecoverten Evergreen wurde und seither zum Standardrepertoire des Easy Listening gehört.
Nachdem die instrumentale Filmversion 1967 einen Golden Globe Award als „Best Original Song in a Motion Picture“ gewonnen hatte, wurde Strangers in the Night bei den Grammy Awards 1967 mit vier weiteren Auszeichnungen, unter anderem „Single des Jahres“, bedacht. Die BMI zeichnete den Titel als meist aufgeführtes Lied von 1966 aus. Im Januar 1970 wurde der Titel von BMI zu der Liste der über eine Million Mal öffentlich aufgeführten Lieder hinzugefügt, 1990 zertifizierte BMI vier Millionen Airplays in einer kumulierten Sendezeit von 22,8 Jahren.
Bereits 1965 schrieb Snyder, ebenso zusammen mit Singleton, die englischen Worte zur Kaempfert-Komposition Moon Over Naples. Diese wurde 1966 unter dem Titel Spanish Eyes zu einem Welterfolg von Al Martino und etablierte sich ebenso als ein von zahlreichen weiteren Interpreten gecoverter Easy Listening Standard. 1968 wurde Kaempfert dafür mit einem BMI Award ausgezeichnet.
Ebenfalls noch 1966 hatte Margaret Whiting mit dem von Snyder und Singleton komponierten und getexteten The Wheel of Hurt ihren letzten Hitparadenerfolg.
1968 fand er Beachtung, als er zusammen mit Larry Kusik die Worte zur von Nino Rota komponierten Filmmelodie aus Franco Zeffirellis Romeo und Julia schrieb, die in einer Instrumentalfassung von Henry Mancini 1969 Nummer eins in den USA wurde. Als A Time for Us fand sie unter anderem Aufnahme in das Repertoire von Andy Williams und Johnny Mathis.
Weitere Erfolge von Eddie Snyder waren A Hundred Pounds of Clay, Remember When (We Made These Memories), Turn to Me und Ten Lonely Guys. Mit seinen Worten zu den James-Last-Kompositionen Games That Lovers Play und When The Snow Is on the Roses trug er zu dessen Erfolg im englischsprachigen Raum bei.
„Strangers in the Night hat aus mir einen Faulenzer gemacht“, stellte er einmal fest, „denn danach musste ich nichts mehr tun“.